# Ephemerum crassinervium
Ephemerum crassinervium är en bladmossart som först beskrevs av Coe Finch Austin, och fick sitt nu gällande namn av Ferdinand François Gabriel Renauld och Jules Cardot 1891. Ephemerum crassinervium ingår i släktet dagmossor, och familjen Ephemeraceae. Inga underarter finns listade i Catalogue of Life.